# Glyphe
Ne doit pas être confondu avec Glyphs.

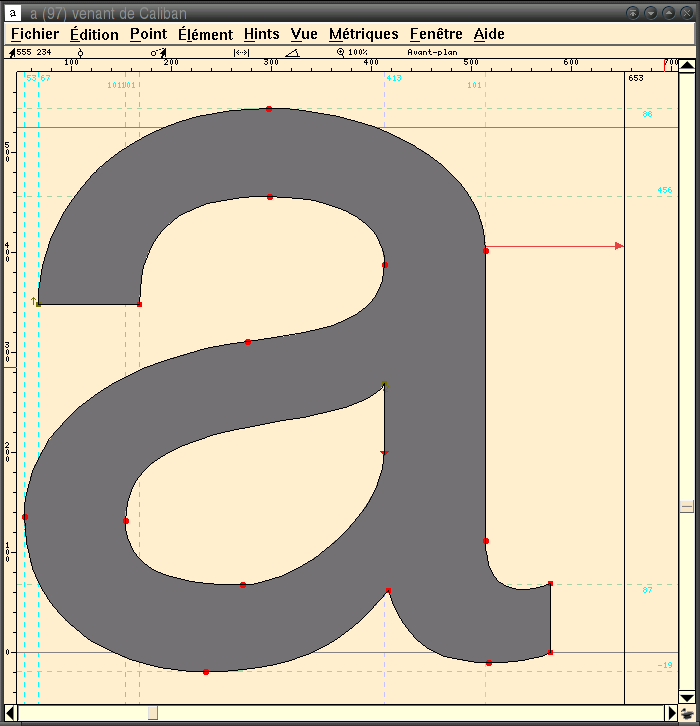
Glyphe ‹ a › de la police Caliban.

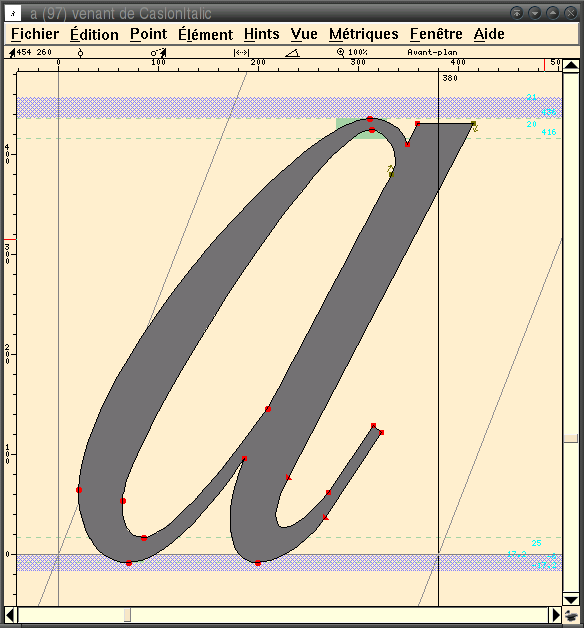
Glyphe ‹ a › de la police Caslon Italic.

Un glyphe (du grec : γλυφή / gluphḗ, « ciselure », « gravure »)  est une représentation graphique d'un signe typographique, qu'il s'agisse d'un caractère (glyphe de caractère), d'un accent (glyphe d'accent), ou d'une ligature combinant plusieurs caractères (y compris pour une syllabe ou un mot tout entier, dans les écritures cursives et jointives où on ne peut pas produire facilement et proprement les signes par une simple juxtaposition de plusieurs glyphes conçus séparément).

## Glyphes contemporains

### Caractérisation d'un glyphe par ses traits
En calligraphie asiatique, notamment chinoise, japonaise, coréenne, yie et mongole traditionnelle, le glyphe d'un caractère est caractérisé par ses traits, c'est-à-dire par les tracés successifs (ordonnés et dirigés par le ductus) que la main réalise de façon continue sur le support (sans lever la plume ou la brosse pour passer au trait suivant), avec des superpositions partielles de traits. Un caractère correctement assemblé s'identifie plus facilement à la lecture. Cette caractérisation suppose que le glyphe comporte tous les traits nécessaires, ce qui favorise son identification et sa bonne compréhension quel que soit le support ou le moyen technique utilisé pour le produire ; et que les traits superflus (considérés comme nuisibles à la lecture) y soient évités. Cette caractérisation joue un rôle dans la typographie asiatique et même dans l'actuelle impression numérique, car elle aide à classer les nombreux caractères que comportent les écritures asiatiques (par exemple pour les recherches dans un dictionnaire).
L'arrivée de la typographie numérique a conduit à créer des polices de caractères dans lesquelles chaque caractère est obtenu par l'assemblage trait par trait de plusieurs glyphes (au lieu d'un seul glyphe par caractère) car cela réduit considérablement sa taille et la complexité de sa conception.[réf. nécessaire]
La caractérisation d'un glyphe par ses traits existe également dans les formes traditionnelles ou cursives d'autres écritures (notamment en typographie arabe et indienne, et même en typographie latine médiévale). Cette caractérisation joue un rôle important dans l'apprentissage de l'écriture mais aussi dans celui de la lecture des formes cursives et jointives ou décoratives de tout système d'écriture qui utilise de telles formes.

### Glyphes imprimés
En typographie française dans l'imprimerie et en lithographie, on emploie souvent l'ancien terme œil à la place de glyphe, à la fois pour signifier la matérialisation inversée et en relief d'un glyphe (en principe celui d'un caractère tout entier ou d'une ligature, sauf éventuellement en cas d'impression en plusieurs couches superposées), et pour le signe imprimé non inversé qu'il permet de produire sur un support et pour la conception du dessin de base (le glyphe).
Ce terme est tombé en désuétude avec l'impression numérique et les représentations graphiques non imprimées des caractères, qui ont permis de lever les contraintes techniques propres aux anciennes techniques d'imprimerie à l'aide d'œils métalliques.
On confond également les deux termes œil et glyphe en calligraphie et dans les arts graphiques.

### Glyphes composites
De la même manière qu'on peut décomposer un glyphe en traits, un caractère particulier peut aussi être créé en juxtaposant ou superposant un glyphe d'accent à un glyphe de caractère.

### Glyphes informatiques
Les logiciels informatiques ont accès au dessin des glyphes qui composent un ou plusieurs caractères par l'intermédiaire d'une police de caractères. Le tracé de chaque glyphe y est défini :
- soit par un ensemble de points (ou pixels) dans une matrice régulière,
- soit par un ensemble de courbes fermées et composées de segments de droite et d'arcs de courbes de Bézier (en général de type quadratique ou cubique pour les formats compatibles PostScript, TrueType, OpenType ou SVG) ou d'arcs elliptiques, qui joignent des points particuliers du contour externe du glyphe, éventuellement séparés par des points de contrôle directionnels (hors de ce contour) pour les arcs de courbes (un seul point de contrôle entre deux points successifs du contour pour les arcs de Bézier quadratiques ou de cercles, deux points de contrôle pour les arcs cubiques ou elliptiques).

## Glyphes antiques
En archéologie, le mot glyphe a un sens plus proche de son étymologie : il désigne un trait gravé en creux, une ciselure. C'est typiquement le cas des glyphes des écritures précolombiennes : écriture maya, écriture aztèque ou nahuatl, et plus généralement l'ensemble des systèmes d'écriture mésoaméricains.
Pour les signes gravés dans la roche, on parle de pétroglyphes.

## Nivellement
Ciselure horizontale gravée sur une maçonnerie, permettant de fixer le niveau légal d'une retenue d'eau, notamment concernant les moulins à eau.
Exemple : arrêté préfectoral du 29 juin 1830 - Indre - Moulin de Saint Genou : Art. 2: Le niveau légal de la retenue est fixé à 35 cm en contre-bas d'un glyphe tracé sur la face supérieure et vers l'angle intérieur amont, du couronnement en pierre de taille du bajoyer gauche du déversoir de l'usine, point pris pour repère provisoire, ou bien à 2,067 m en contre-bas d'un glyphe tracé sur l'appui en pierre de taille de la fenêtre(...)

### Webographie
- (en) Unicode Technical Report #17 chapter "Characters vs Glyphs"